# Genie (EP)
Genie  è il secondo EP del gruppo di idol sudcoreane Girls' Generation, pubblicato il 29 giugno 2009 dalla SM Entertainment. Tuttavia l'uscita ufficiale dell'album è stata posticipata di quattro giorni, per modificare alcuni elementi della copertina ritraenti alcuni simboli del nazismo e che avevano causato alcune polemiche. I compositori Yoo Young-jin, Kenzie, Hwang Seong-Je, Kim Jin-Hwan, hanno collaborato alla produzione del disco.

## Tracce
1. Genie (소원을 말해봐 Tell Me Your Wish) – 3:50
2. Etude – 3:13
3. Girlfriend (여자친구) – 3:19
4. Boyfriend (남자친구) – 3:50
5. My Child (동화) – 3:36
6. Jessica & Onew degli SHINee – One Year Later (1년 後) – 4:01